# Scott Allen
Scott Ethan Allen (Newark, Nova Jérsei, 8 de fevereiro de 1949) é um ex-patinador artístico estadunidense. Ele conquistou uma medalha de bronze olímpica em 1964, e uma medalha de prata em campeonatos mundiais.

## Principais resultados
| Resultados                                            | Resultados       | Resultados    | Resultados       | Resultados        | Resultados       | Resultados        | Resultados       | Resultados       | Resultados       | Resultados    | Resultados    | Resultados    |
| Internacional                                         | Internacional    | Internacional | Internacional    | Internacional     | Internacional    | Internacional     | Internacional    | Internacional    | Internacional    | Internacional | Internacional | Internacional |
| Evento/Temporada                                      | 1958– 1959       | 1959– 1960    | 1960– 1961       | 1961– 1962        | 1962– 1963       | 1963– 1964        | 1964– 1965       | 1965– 1966       | 1966– 1967       | 1967– 1968    |               |               |
| ----------------------------------------------------- | ---------------- | ------------- | ---------------- | ----------------- | ---------------- | ----------------- | ---------------- | ---------------- | ---------------- | ------------- | ------------- | ------------- |
| Jogos Olímpicos                                       |                  |               |                  |                   |                  | Medalha de bronze |                  |                  |                  |               |               |               |
| Campeonato Mundial                                    |                  |               |                  | 8.º               | 5.º              | 4.º               | Medalha de prata | 4.º              | 5.º              | 4.º           |               |               |
| Campeonato Norte-Americano                            |                  |               |                  | Medalha de bronze |                  | Medalha de prata  |                  | Medalha de prata |                  |               |               |               |
| Nacional                                              |                  |               |                  |                   |                  |                   |                  |                  |                  |               |               |               |
| Campeonato dos Estados Unidos                         |                  |               |                  | Medalha de prata  | Medalha de prata | Medalha de ouro   | Medalha de prata | Medalha de ouro  | Medalha de prata |               |               |               |
| Campeonato dos Estados Unidos – Júnior                |                  | 7.º           | Medalha de prata |                   |                  |                   |                  |                  |                  |               |               |               |
| Campeonato dos Estados Unidos – Noviço                | Medalha de prata |               |                  |                   |                  |                   |                  |                  |                  |               |               |               |
|                                                       |                  |               |                  |                   |                  |                   |                  |                  |                  |               |               |               |
| Legenda: Competição não foi disputada nesta temporada |                  |               |                  |                   |                  |                   |                  |                  |                  |               |               |               |